# Istorii (Herodot)
Istoriile (în greaca veche Ἱστορίαι, Historíai) lui Herodot, cel considerat „părintele fondator al istoriei”, a fost scrisă între anii 450-420 î.Hr. în dialectul ionic. Istoriile oferǎ informații despre vechile tradiții antice, politică, geografie și ciocniri ale diverselor culturi cunoscute din zona Mării Mediterane și Asiei de Sud-Vest în Antichitate. Opera lui Herodot este una dintre cele mai importante surse istorice. Mai mult decât atât, Herodot a inițiat studiul istoriei, deși au existat înregistrări istorice și cronici anterioare.
Opera marcheazǎ ascensiunea Imperiului Persan, precum și rǎzboaiele medice dintre Imperiul Ahemenid și orașele-stat grecești din secolul al V-lea î.Hr. Herodot descrie conflictul dintre despotism (persani) și libertate (atenieni și confederația orașelor-stat grecești care s-au unit împotriva invadatorilor).
Istoriile lui Herodot au fost de-a lungul secolelor sursa principalǎ pentru numeroși istorici. Opera este împărțită în nouă cărți (în edițiile moderne) denumite convențional după numele muzelor.

## Motivația
„Herodot din Halicarnas înfǎțișează aici rodul cercetărilor sale, pentru ca faptele oamenilor să nu pălească prin trecerea vremii, iar isprăvile mari și minunate săvârșite și de greci și de barbari să nu fie date uitării; printre altele va pomeni și pricina pentru care aceștia s-au războit între olaltă”.

## Cuprinsul

### Domnia lui Cirus cel Mare
Prima carte se axează pe perioada domniei regelui persan Cirus cel Mare.

#### Cartea I (Clio)

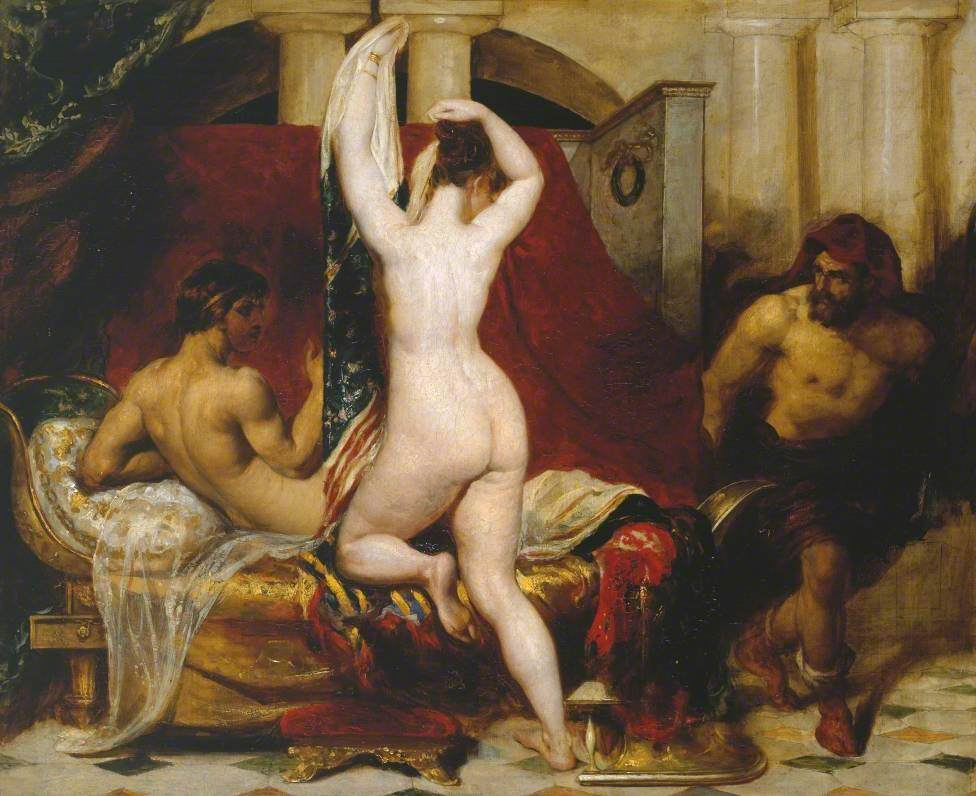
Regele Candaules al Lidiei o prezintă pe soția sa goală lui Gyges

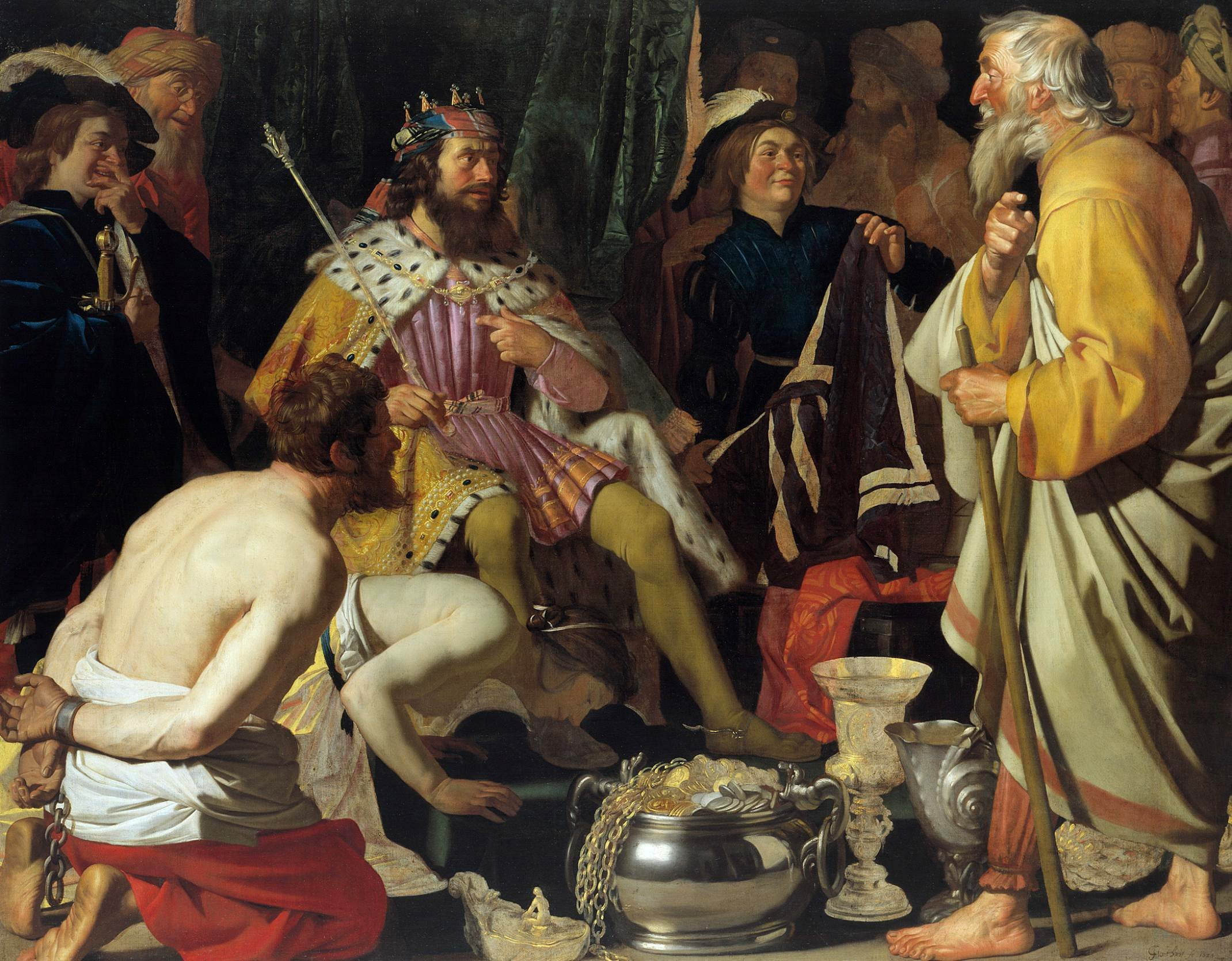
Întalnirea dintre Cresus și Solon

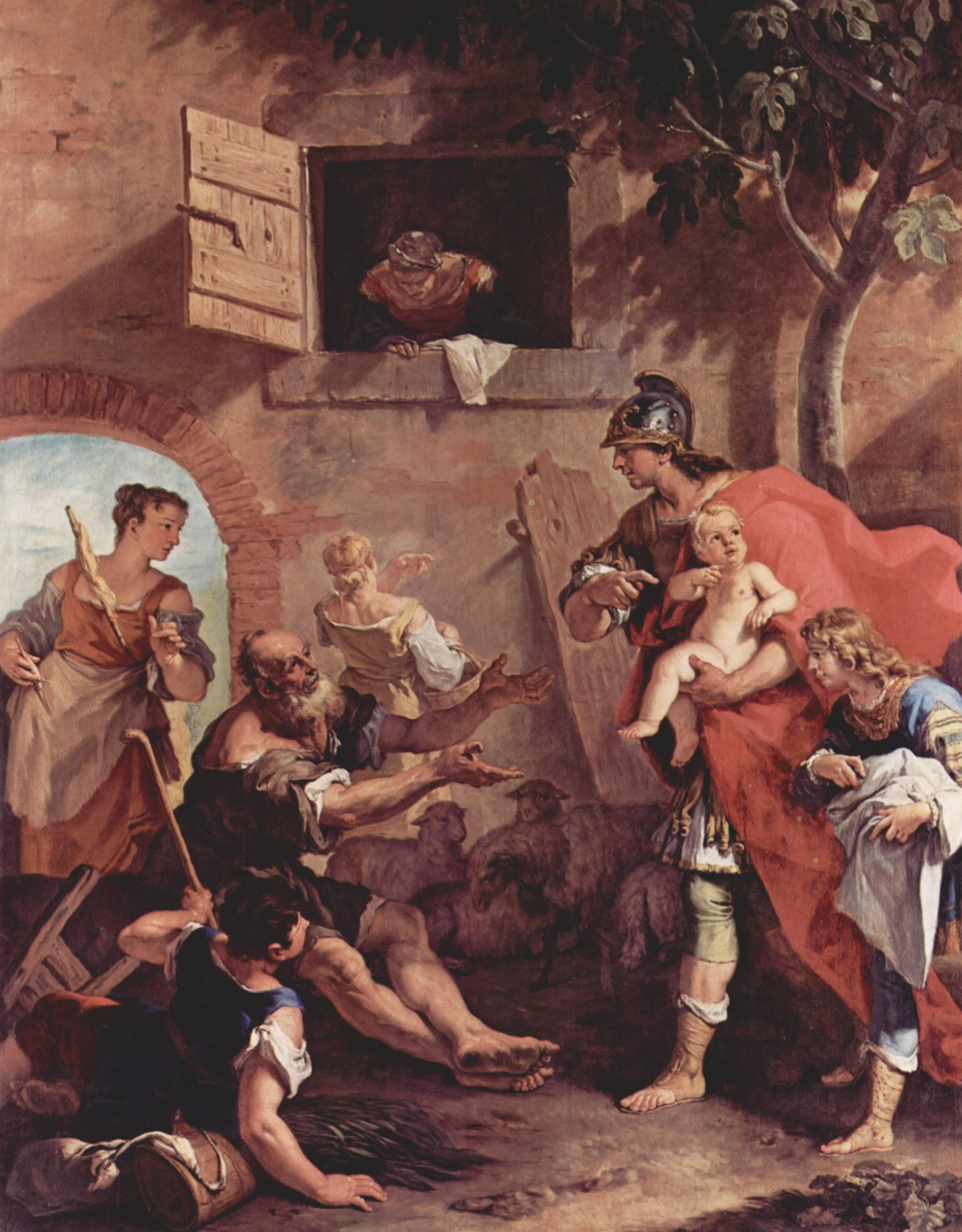
Harpagus îl cruță pe Cirus și îl oferă văcarului

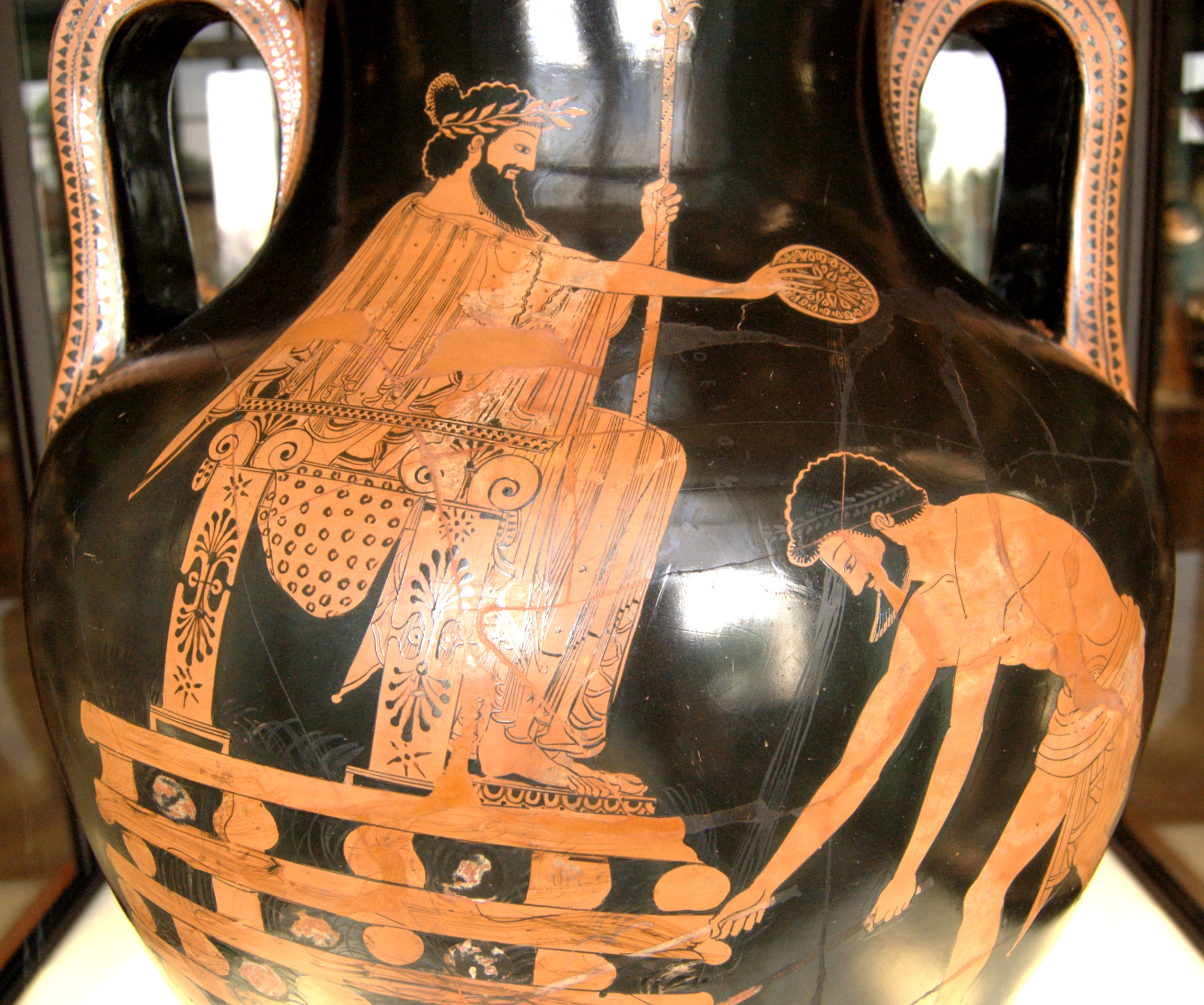
Cresus pe rug

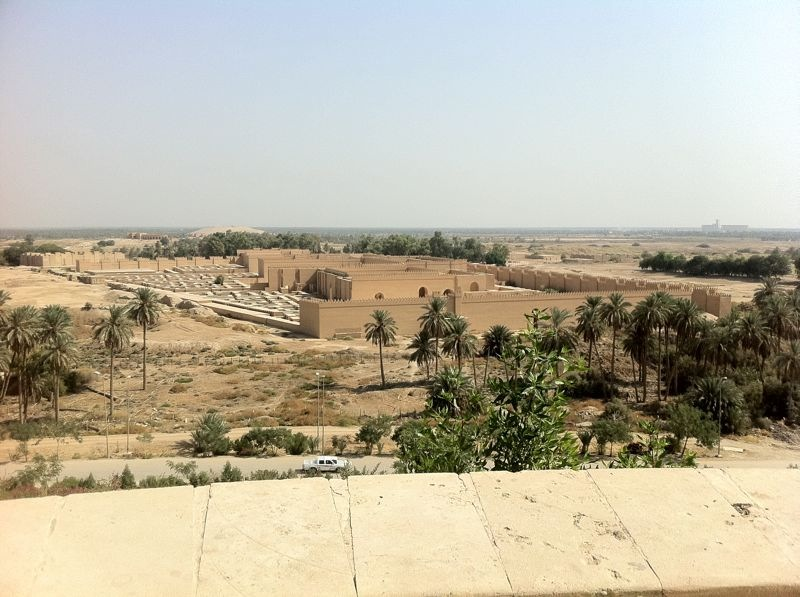
Herodot a descris amănunțit zidurile Babilonului

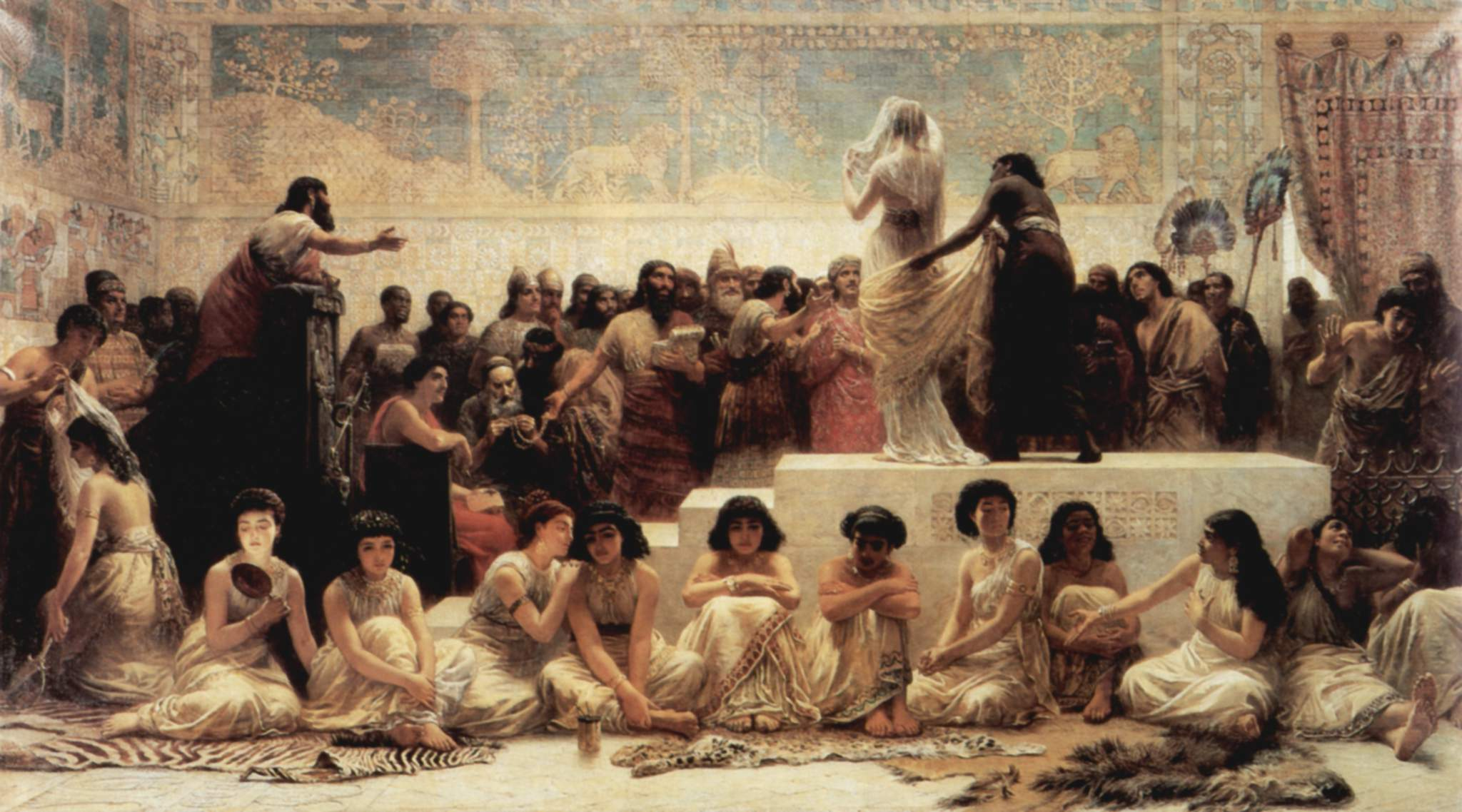
Nunta babiloneană descrisă din percepția lui Herodot

Cartea I (Clio) debuteazǎ cu rǎpirile reciproce ale lui Io, Europa și Medeea comise de fenicieni și greci, motivându-l pe troianul Alexandros (Paris) să o răpească pe Elena. Războiul troian este marcat ca precursor al conflictelor ulterioare dintre popoarele din Europa și Asia.
Sunt enumerați regii Lidiei (coasta de vest a Turciei moderne): Candaules, Gyges, Sadyattes, Alyattes și Cresus. Este povestit mitul lui Gyges, cum o slugǎ a preluat puterea ucigându-l pe Candaules la propunerea reginei dupǎ ce acesta, obligat de rege, i-a fost ordonat s-o vadǎ goalǎ. Este relatat mitul cântǎrețului Arion și plimbarea sa cu delfinii.
Herodot istorisește domnia lui Cresus (cel de-al cincelea rege lidian, blestemat pentru comiterea crimei de cǎtre Gyges și uzurparea tronului lui Candaules) debutând cu întalnirea dintre Solon și bogatul rege discutând despre „oamenii cu adevǎrat fericiți”. Solon îi rǎspunde lui Cresus că soldatul atenian Tellos a fost persoana cea mai fericitǎ din lume, rǎspuns care îl mânie pe rege. Sunt relatate cuceririle sale legendare și este descrisă bogăția faimoasă a lui Cresus care provenea din bogățiile naturale din Asia Mică, printre care se numără aurul obținut din râul Paktos și tributul plătit de orașele ionice grecești (Smirna, Halicarnas, Efes, Milet și insulele Chios și Samos).
Cresus viseazǎ moartea fiului sǎu Atys, provocatǎ de un „vârf de fier”, si depune orice efort pentru a-l proteja. Lǎsat sǎ vâneze marele mistreț alături de ceata de bărbații curajoși ai Lidiei, Atys moare accidental chiar de mâna protectorului sǎu, Adrastos.
Cresus aflǎ cǎ perșii conduși de regele Cirus cotropesc Asia și trimite soli la Oracolul din Delfi, în privința atacǎrii invadatorilor perși. Oracolul din Delphi îi răspunde că „Dacă treci râul Halys (azi Kızılırmak) vei distruge o mare împărăție”. Cresus interpretează „acel imperiu” ca fiind cel persan.
Între timp, Herodot scrie despre tirania lui Peisistratos și înlǎturarea sa, precum și despre ascensiunea Spartei.
Menționeazǎ Bătălia de la Halys dintre mezi și lidieni din anul 585 î.e.n. (la care Thales a prezis eclipsa ce a provocat încetarea conflictului).
Este descrisǎ bǎtǎlia finalǎ dintre perși și mezi în care Cresus este înfrânt fiindcă mirosul de cămile persane ar fi iritat caii cavaleriei lidiene mai bine înzestrate. Astfel, Cresus se retrage în capitala regatului său, Sardes, care ulterior va fi asediată și cucerită de perși. Cresus este capturat și legat de un rug pentru a fi incinerat, însǎ de teama unei pedepse divine și impresionat de spusele acestuia, regele Cirus îl cruțǎ și il ia drept consilier la curtea regala.
Herodot încheie istoria domniei lui Cresus și începe să povestească despre copilǎria și domnia lui Cirus al II-lea cel Mare.
Este relatatǎ ascensiunea mezilor conduși de o serie de conducători enumerați: Deiokes, Phraortes, Cyaxares, Astyages și Cirus. Este menționată invazia Sciților în Orientul Apropiat și înfrângerea acestora de cǎtre mezi, dar și distrugerea Imperiului Neo-Asirian de cǎtre Cyaxares. Astyages, ajuns la putere, a vrut sǎ-și ucidǎ nepotul nou-nǎscut, Cirus, fiul persanului Cambyses și al medei Mandana, despre care magii profețeau cǎ va stǎpâni peste Asia. Este cruțat de generalul Harpagos cǎruia i se ordonase sǎ-l ucidǎ pe prunc și este înmânat unei familii de văcari care la rândul lor, îl cruțǎ. Când crește, Cirus se joacǎ de-a „regele” cu ceilalți copii din sat, și fiindca unul nu i-a ascultat poruncile, l-a biciuit. Tatǎl copilului, care era curtean, l-a reclamat la regele Astyages. Astyages aflǎ de șirleticul generalului la care a fost supus, nerespectând ordinelul său, însǎ îl cruțǎ pe copilul Cirus și îl trimite înapoi la familia sa. Se rǎzbună crunt pe Harpagus, păcălindu-l să-și mănânce propriul copil tăiat și fiert. Din dorințǎ de rǎzbunare, Harpagus complotează cu Cirus împotriva regelui Astyages. Dupǎ ce își adunǎ armata, Cirus cucerește capitala lui Astyages și îl ia prizonier. Cirus se proclamă astfel regele perșilor și mezilor.
Herodot descrie apoi civilizația, cultura și modul de viață la perși. Cirus, cuceritor al Lidiei, îl trimite pe Pactyes sǎ guverneze Lidia, dar acesta îl trǎdeazǎ și îi incită pe lidieni la revolte. Revolta eșueaza și acesta se refugiază în Kyme. Herodot descrie civilizația, cultura asiriană și orașul Babilon (o menționează și pe regina Semiramida). Este descris asediul Babilonului, sǎparea râului Gyndes și intrarea triumfalǎ în oraș al regelui medo-pers. 
În final, cartea I se încheie cu moartea lui Cirus în lupta împotriva massageților și descrierea modului lor nomad de viațǎ.

### Domnia lui Cambise al II-lea
Cărțile II și III cuprind domnia regelui persan Cambise al II-lea.

#### Cartea a II-a (Euterpe)

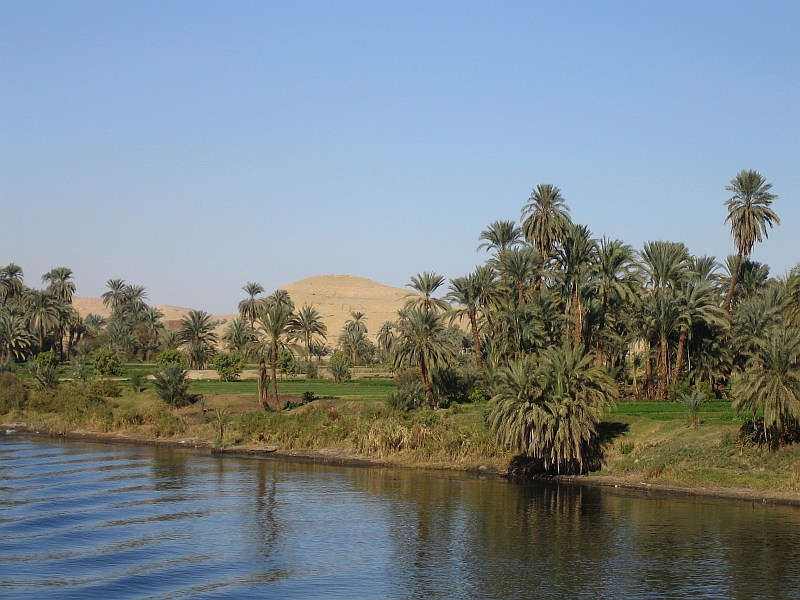
Egiptul-un dar al Nilului

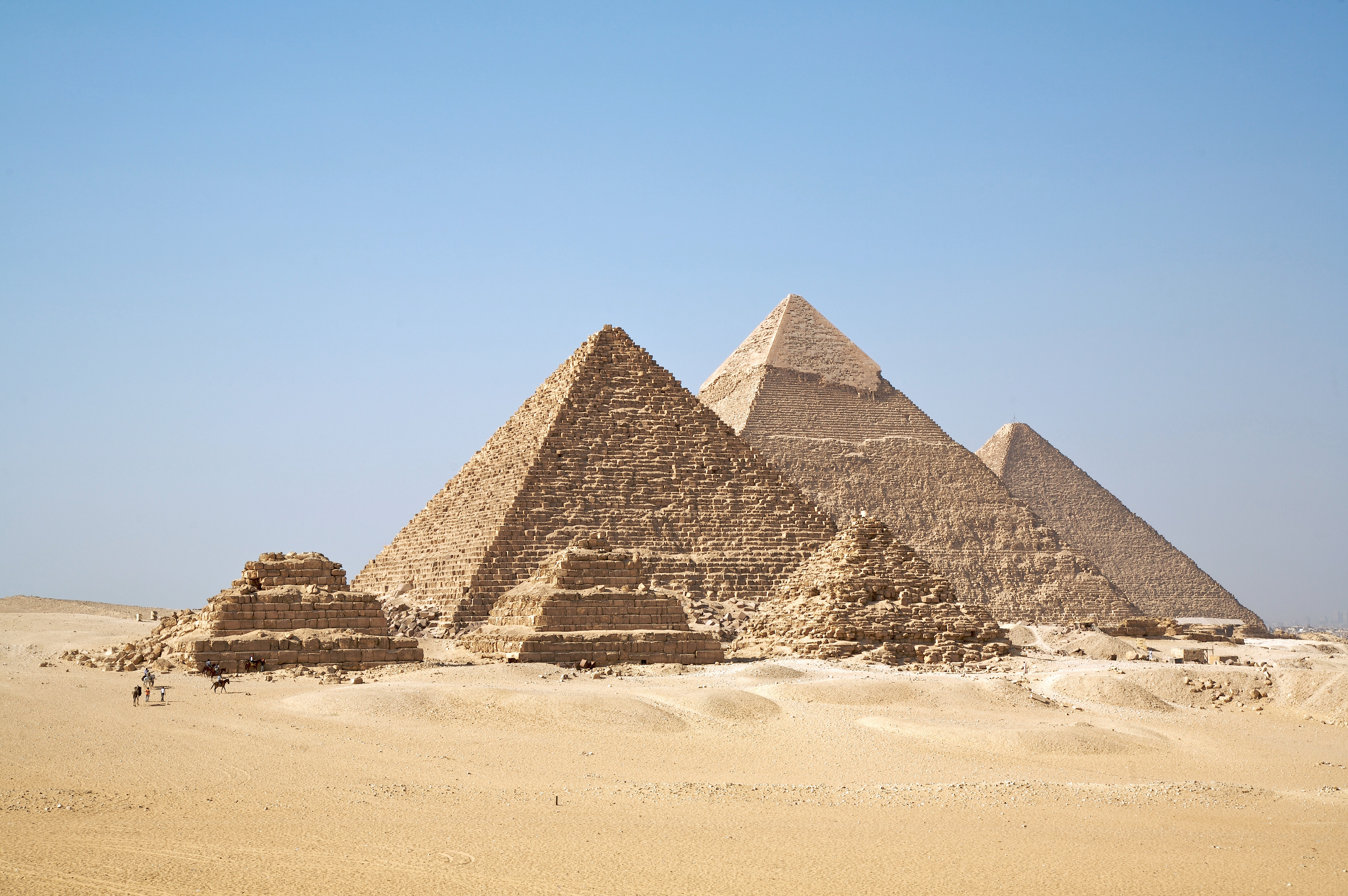
Piramidele descrise de Herodot

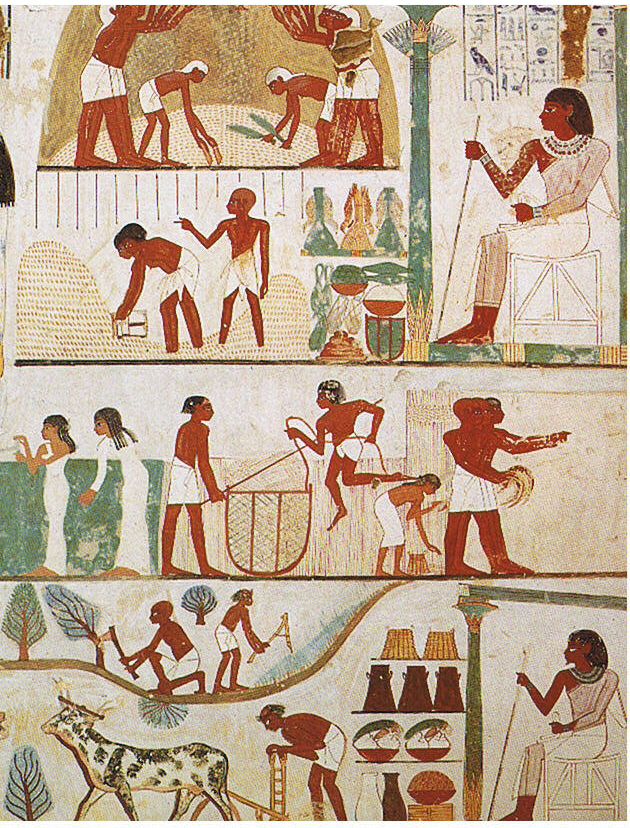
Modul de viață al egiptenilor, descris pe mormântul lui Nakht

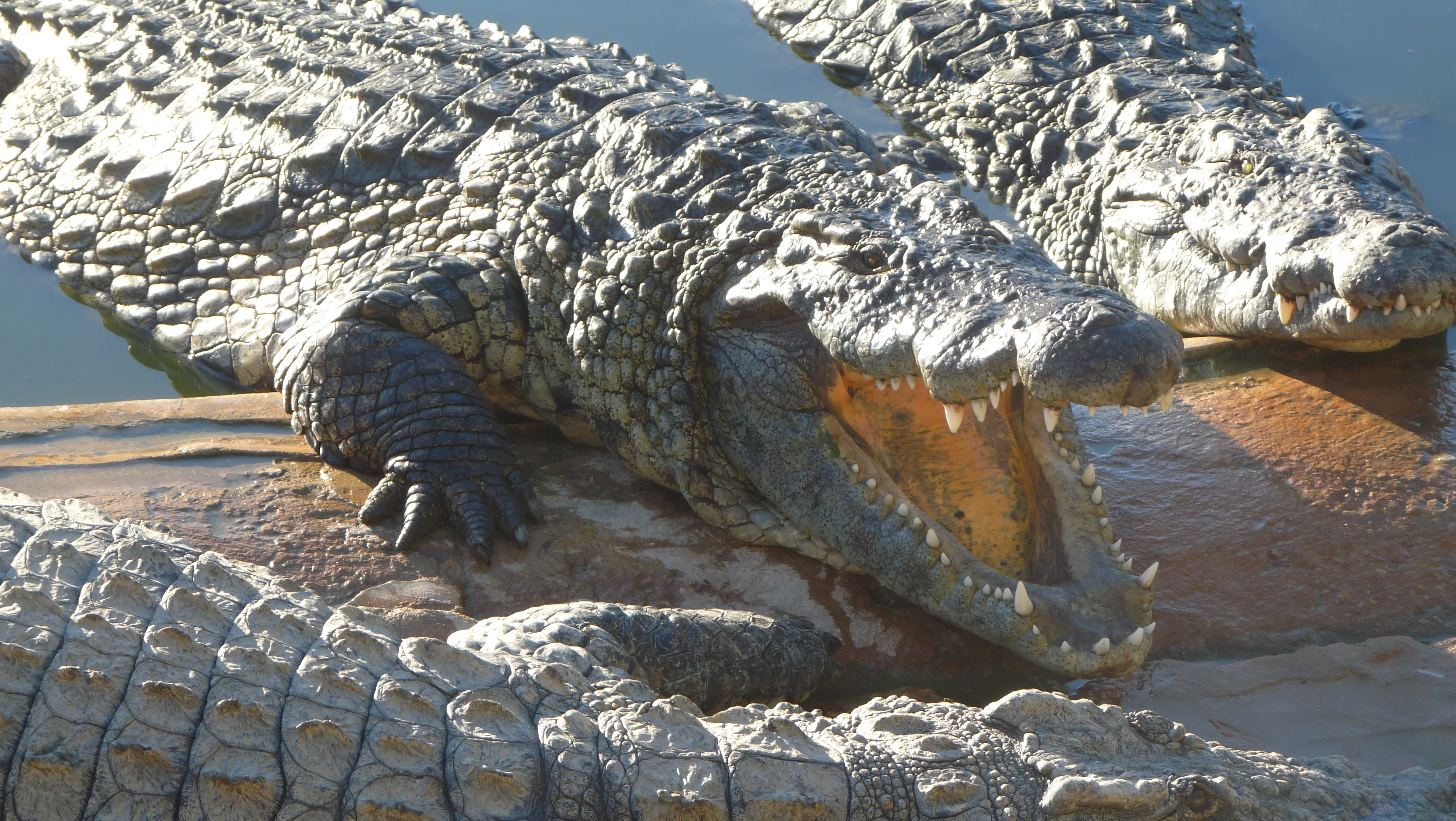
Herodot a descris crocodilii de Nil

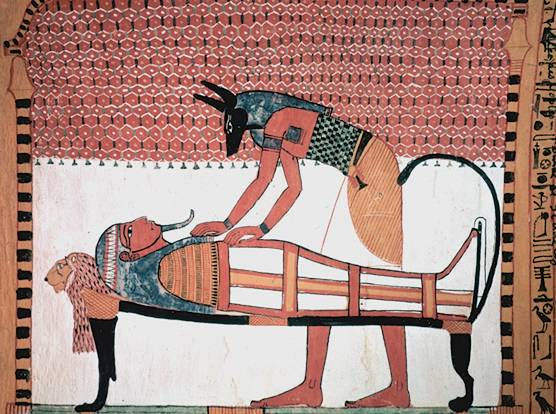
Procesul funerar la egipteni

Cartea a II-a (Euterpe) începe cu invazia Egiptului de cǎtre forțele persane conduse de Cambyses al II-lea și cu disputa vechimii dintre egipteni și frigieni. Herodot povestește o legendă în care doi copii au fost lǎsați în grija unui pǎstor, izolați de lume fǎrǎ, a fi expuși la auzirea unor cuvinte. Primul cuvânt rostit de cei doi copii a fost booka (pâine), cuvânt de origine frigianǎ, dovedindu-se astfel cǎ frigienii au apǎrut dinaintea egiptenilor. Chiar și așa, Herodot ne redă pe tot cuprinsul cǎrții a doua informații despre civilizația și cultura Egiptului Antic, relatate lui de cǎtre localnicii egipteni atunci când autorul a cǎlǎtorit în respectiva țarǎ.
Ne prezintǎ pentru început geografia țǎrii și informațiile despre fluviul Nil („Egiptul fiind un dar al Nilului”).
Ne prezintǎ amănunțit practicile religioase ale egiptenilor ce diferǎ de cele ale elenilor, despre viața preoților și cum erau celebrate festivalurile, jertfele și sǎrbǎtorile, și ne descrie templele și altarele închinate zeilor Egiptului (denumite de autor cu numele zeilor greci: Osiris=Dionysos, Isis=Demetra, Ammon=Zeus), unele dintre acestea fiind închinate și eroului grec Heracle,despre care localnicii egipteni povesteau cǎ a ajuns și în țara lor.
Autorul ne prezintǎ și fauna Egiptului, fiind enumerate pisicile, bovinele, câinii, ibisul și șerpii, care erau printre animalele cele mai adorate , crocodilii și hipopotamii (descriși amǎnunțit, fiind o curiozitate pe vremea elenilor) care erau venerați în anumite orașe egiptene, dar care reprezentau și un pericol pentru alte orașe (ne detaliază vânarea unui crocodil), dar și porcii care erau considerate „animale spurcate”. În carte este menționatǎ și Pasărea Phonenix care conform legendei localnicilor egipteni, zbura dinspre Arabia spre Templul Soarelui odată la 500 de ani.
Este prezentatǎ cultura și modul de viațǎ al egiptenilor: de la medicină la mesteșuguri și fabricarea bǎrcilor la alimente (ne descrie frământarea aluatului cu picioarele pentru coacerea pâinii) la vestimentația de in și cum egiptenii se rǎdeau pe cap, de la circumcizie la riturile funerare și cum erau decedații îmbǎlsămați și mumificați în funcție de statut, precum și grandioasele lor construcții arhitecturale și sculpturi, precum și scrisul hieroglific.
Sunt prezentați o serie de faraoni: Min (Menes), Nitocris , Moeris , Sesostris , Pheron , Proteus, Rampsinitos (și povestea hoțului inteligent), Keops (ne prezintǎ pe larg construirea Marii Piramide din Giza), Kephren (Khafra, constructorul celei de-a doua piramide), Mykerinos (Menkaura, constructorul celei de-a treia piramide și povestea fiicei sale decedate timpuriu) , Asychis , Anysis , Sethos, precum și linia de preoți. Ne povestește apoi cǎlǎtoria lui Alexandros (Paris) și a Elenei în Egipt, înainte de izbucnirea Rǎzboiului Troian. Dupa ce descrie labirintul, ne prezintǎ perioada celor 12 regi, și o serie de faraoni ca Psammetihos, Necos, Psammis, Apries și Amasis al II-lea (un cetǎțean simplu ce a uzurpat tronul lui Apries, a cǎrei domnie a fost înfloritoare și ne este prezentatǎ relația de prietenie cu elenii și influența sa puternicǎ în Cyrene). Cartea a II-a se încheie cu cucerirea Ciprului de cǎtre faraonul Amasis, care avea sa fie penultimul faraon dinaintea cuceririi persane.

#### Cartea a III-a (Thalia)

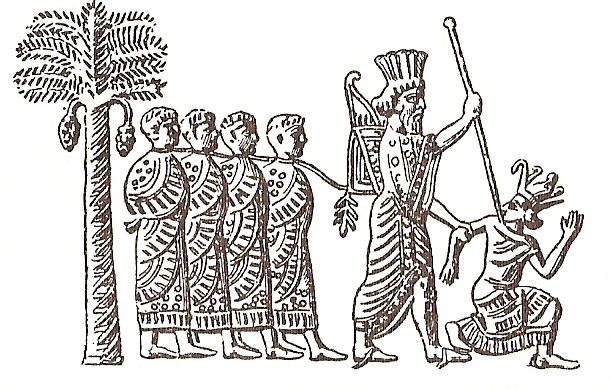
Cambyses al II-lea capturându-l pe Psamtik al III-lea

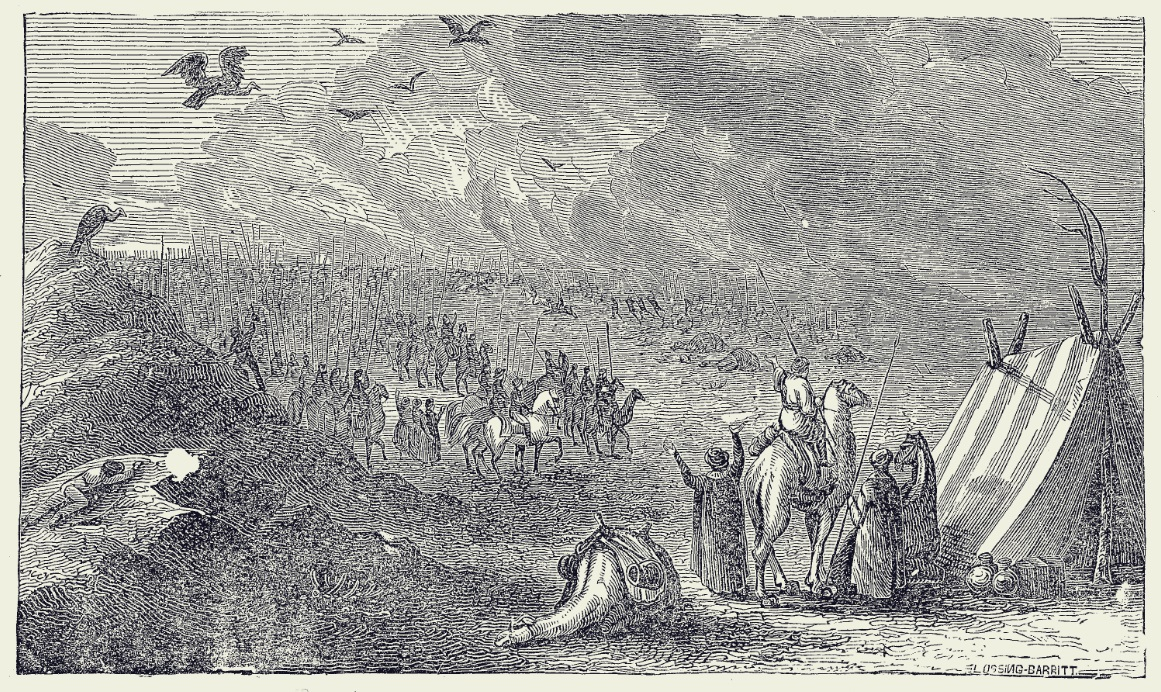
Armata pierdută a lui Cambyses al II-lea

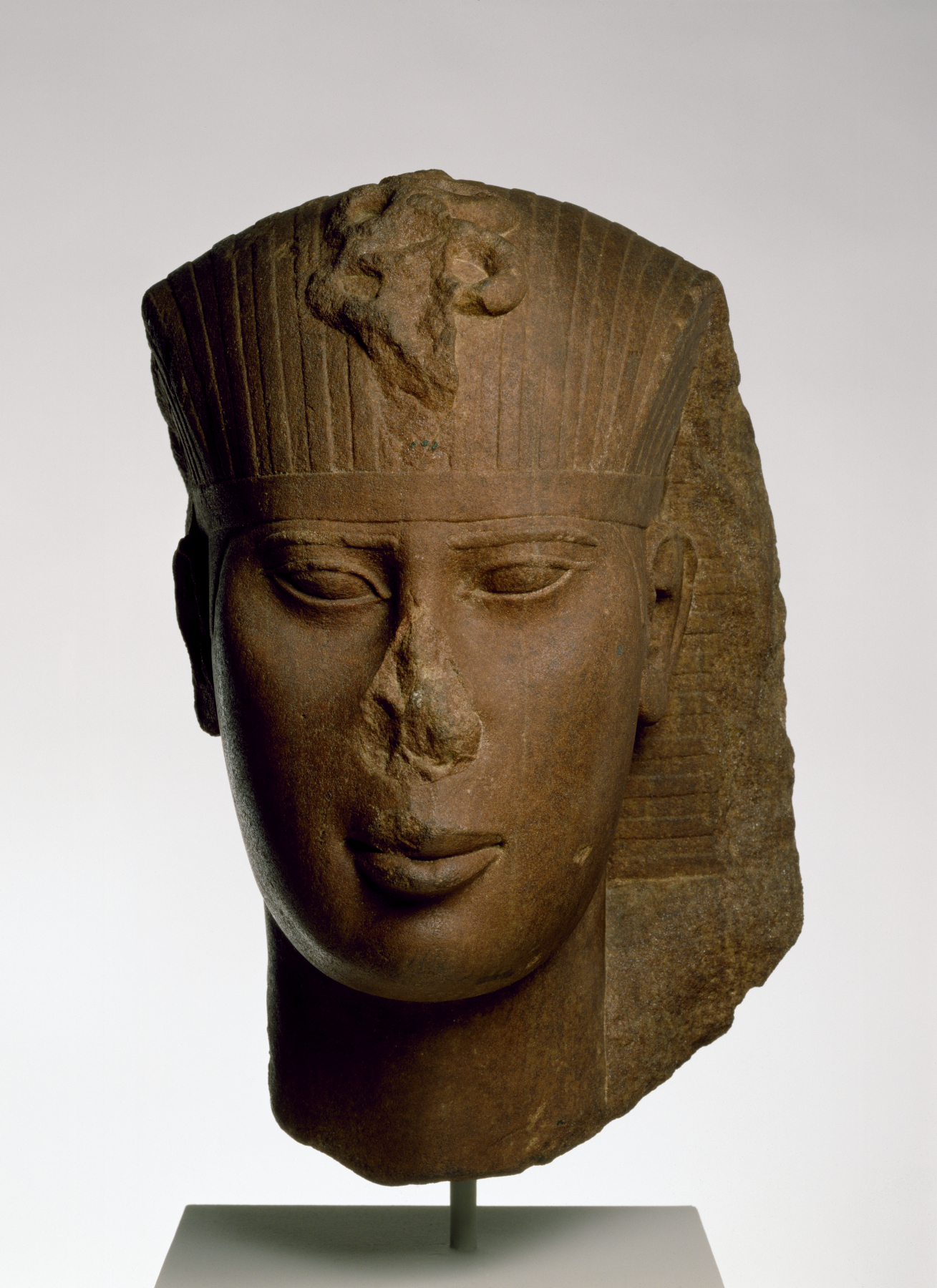
Amasis II

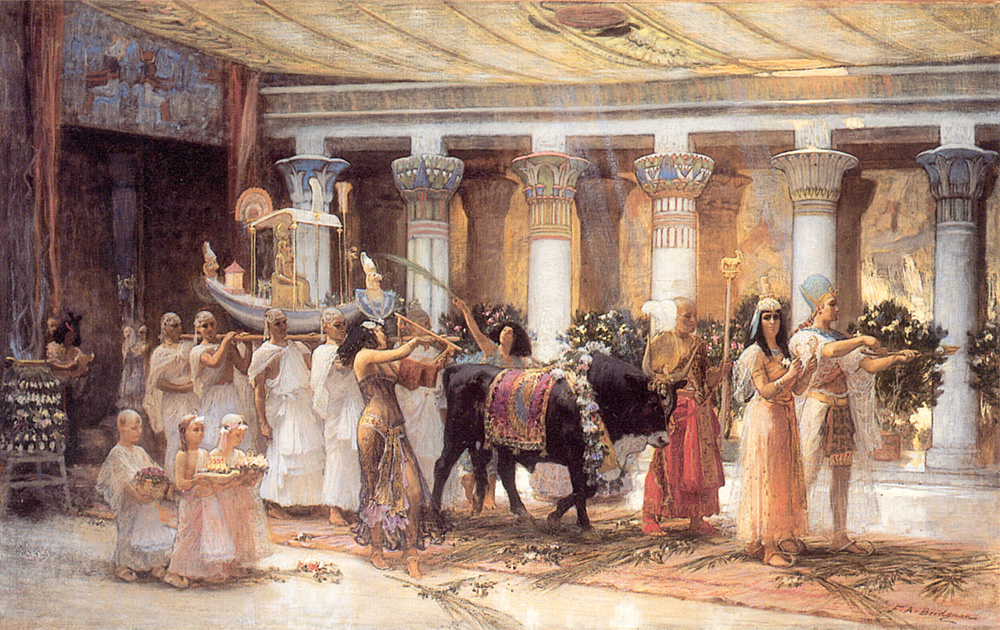
Taurul sacru-Apis

Harta lumii în concepția lui Herodot

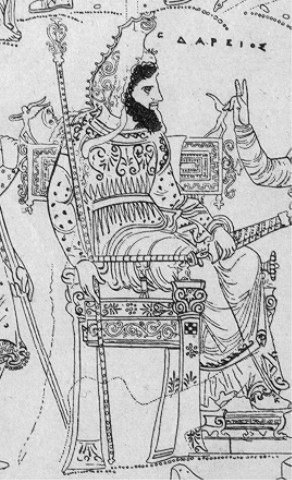
Darius

În cartea a III-a (Thalia), Herodot relatează cum a atacat Cambyses al II-lea Egiptul, după ce a fost păcălit de faraonul uzurpator Amasis, care trimisese o altǎ fatǎ pentru cǎsǎtoria cu Cambyses, în locul propriei sale fiice. În cadrul expediției din Egipt, Cambyses și o parte a armatei sale a înaintat în sud, cucerind capitala Egiptului de Jos, Theba. În final, Cambyses a reușit să-l învingă pe regele egiptean Psammmenitos în Bătălia de la Pelusion (autorul macedonean Polyaenus susține că Cambyses a folosit o strategie nemaiîntâlnitǎ: a atașat pisici pe scuturile soldaților sǎi, știind cǎ egiptenii nu vor avea tupeul sǎ le loveasca considerându-le sacre). După cucerirea Egiptului, Cambyses pregătise o campanie prin care dorea să cucerască Etiopia și Cartagina, dar nu a reușit să o mai declanșeze.
Cambyses a trimis apoi o armatǎ spre oracolul lui Ammon de la Oaza Siwa. Armata de 50.000 de oameni care a traversat deșertul a fost îngropatǎ de o furtunǎ de nisip masivǎ.
Cambyses a ordonat uciderea fratelui său, ca măsură de siguranță în urma unui vis. Herodot scrie că fratele lui Cambyses se numea Smerdis, dar inscripția de la Behistun îl numește Bardiya. După ce una din soțiile sale și sora sa au început să-i critice fapta, Cambyses i-a ordonat uciderea.
Cea mai mare crima a sa a fost uciderea taurului Apis. Cuprins de nebunie, va comite multe crime în paranoia sa.
Altă dată, un curtean de-al sǎu, Prexaspes, întrebat ce cred oamenii despre rege, i-a raspuns cǎ „oamenii cred despre rege că e beat”. La ospețe, regele i-a întrebat pe oaspeți ce cred despre el. Oaspeții i-au rǎspuns că îl depășeste pe tatǎl său. Astfel, Cambyses, ca să arate dacă este sau nu beat, a tras cu arcul spre fiul lui Prexaspes, nimerindu-i inima. Altǎ datǎ, îngropase 12 perși cu capetele sǎpate în pǎmânt. Chiar și sfǎtuitorul tatǎlui sǎu, Cresus, era cât pe ce sǎ fie ucis fiindcă a încercat sǎ-l avertizeze în privința uciderilor sale. Regele a profanat mormintele și templele din Egipt, chiar și mumia lui Amasis II.
Între timp, Herodot scrie despre tiranul insulei Samos- Polycrates  care a transformat temporar insula Samos într-un centru de putere navală al Ioniei. Herodot menționează alianța sa cu Amasis II, faraon al Egiptului. Deși inițial aliat cu faraonul Amasis II, în momentul în care Cambyses, regele persan, hotărăște invazia Egiptului, Polycrates trece de partea acestuia din urmă, contribuind la invazie cu o flotă de trireme. Flota se răscoală însă împotriva lui Polycrates. Revolta e urmată de o invazie spartană a Samosului, care însă eșuează. Oricum, Polycrates se regăsește într-o situație limită, cu flota pierdută, ceea ce explică poate și graba de a se apropia de satrapul Ioniei, Oroites. Herodot indică moartea lui Polycrates ca o fiind o cursă întinsă de satrapul persan care îl invită la Sardes dar îl capturează și-l execută în vara anului 522 î.Hr.
Herodot ne scrie apoi despre tiranul Corintului-Periandros, care a organizat concursul muzical câștigat de poetul Arion.
Între timp, magii profită de tronul imperiului persan din Susa prin uzurparea acestuia de unul dintre ei, Smerdis, fratele lui Cambyses. Smerdis cel real a fost executat la ordinul lui Cambyses. La Agbatana, în Siria, Cambyses aude o proclamație în numele regelui Smerdis. El își intreabă sluga, pe Prexaspes, care îl asigură că l-a îngropat pe Smerdis cu propriile sale mâini. Ei consultă oracolul și descoperă adevărata identitate a pretendenților. Cambyses încearcă să fugă la Susa, dar sare accidental pe sabia scoasă din teacăt când încalecă și se rănește grav la coapsă (chiar în locul în care înjunghiase taurul Apis cu câțiva ani înainte). Astfel, visul profetic a devenit realitate pentru Cambyses: visul că Smerdis va  fi rege (ce l-a convins pe Cambyses să-l omoare pe fratele său) și profeția că el însuși va muri la Agbatana. Fiind pe moarte, Cambyses apelează la persanii nobili de a nu lăsa căderea imperiului persan în mâinile mezilor și moare după 11 zile. Smerdis conduce imperiul timp de șapte luni și câștigă sprijinul prin acordarea de facilități fiscale și libertatea de la serviciul militar. În cele din urmă, Otanes, un nobil persan, începe să-l suspecteze pe Smerdis. Fiica sa, una dintre soțiile uzurpatorului, se duce în patul lui Smerdis să vadă dacă nu are urechi, ceea ce dovedește că este Smerdis Magul și nu Smerdis, fiul lui Cyrus. O juntă de șapte nobili intenționează să-i răstoarne pe Magi. Darius și Otanes intră într-o dispută dacă trebuie să aștepte. Până la urmă, câștigă Darius. Magii s-au angajat să abordeze populația de pe zidurile palatului, și să asigure că Smerdis, fiul lui Cyrus este într-adevăr rege. Prexaspes este de acord, dar atunci când el se urca pe pereții zidurilor, în loc de propagandă, le zice oamenilor adevărul. Apoi, se sinucide trântindu-se cu capul de pereți. Junta se apropie de palat și este încurajată de un semn de pasăre. Ei sunt lǎsați de gărzi sǎ treacă, atunci când eunuci încearcă să-i oprească, îi ucid. Ei continuǎ să intre în camera interioară și îi ucid pe toți magii, executându-i pe străzi, omorând fiecare Mag ce îl întâlnesc, din aceea zi comemorându-se evenimentul denumit  „sacrificarea  magilor”.
Darius devine regele Persiei, inițiaza sistemul celor 20 de satrapi. Herodot ne descrie civilizația și cultura indienilor, precum și modul lor de colectare al aurului, pe urmă expune modul de viață al arabilor și metoda lor de colectare a condimentelor. În continuare, Herodot relatează complotul lui Oroites (guvernatorul Sardesului) împotriva lui Polycrates, despre medicul Demokedes și ascensiunea lui Syloson ca guvernator de Samos.
Cartea a III-a se încheie cu Revolta din Babilon și înăbușirea ei de către   Zopyros.
Herodot scrie în Istorii următoarele: „perșii spun că Darius a fost un negustor, Cambyses un despot, iar Cyrus un părinte”

### Domnia lui Darius I

#### Cartea a IV-a (Melpomene)

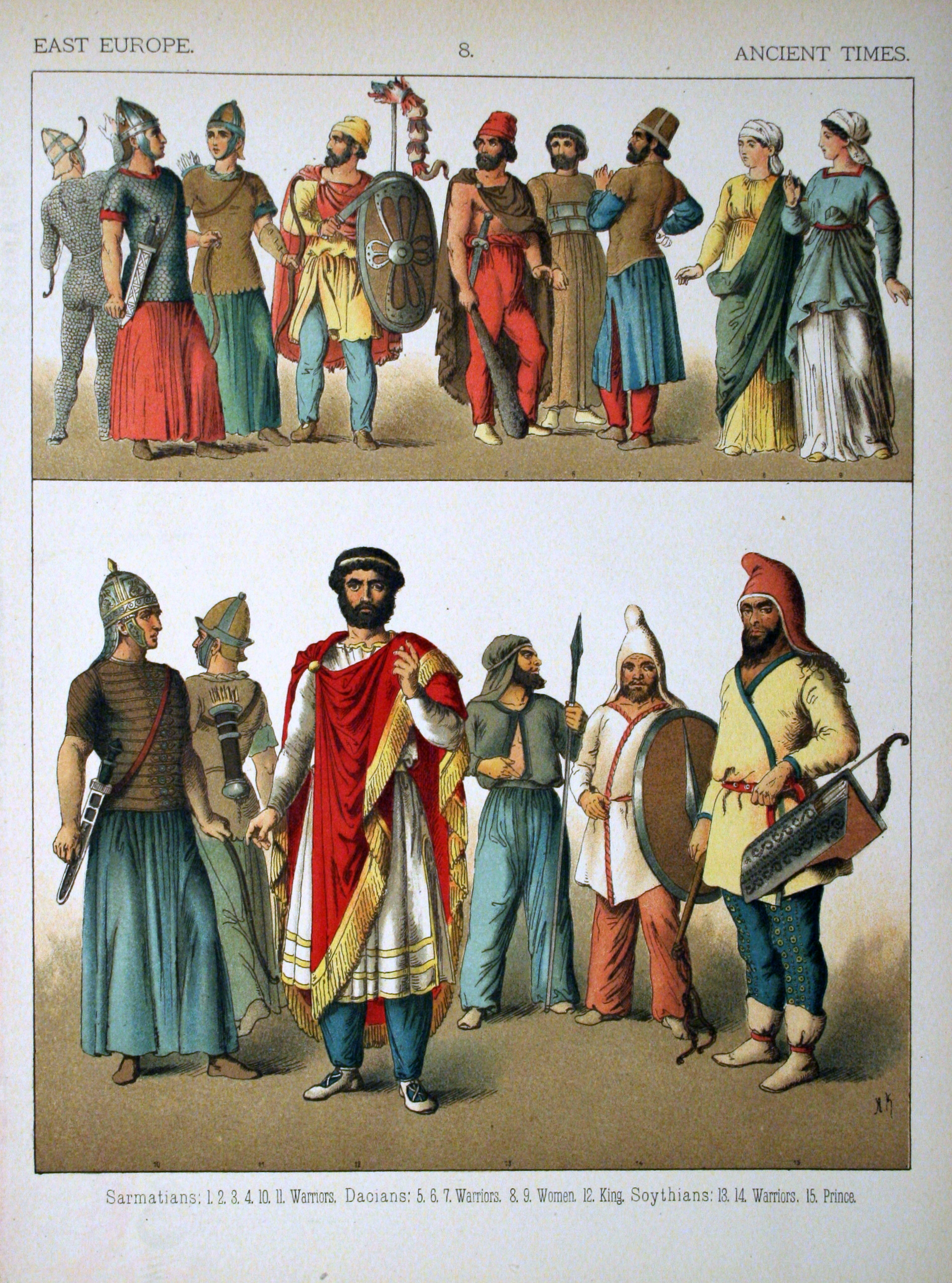
Daci, sarmați și sciți

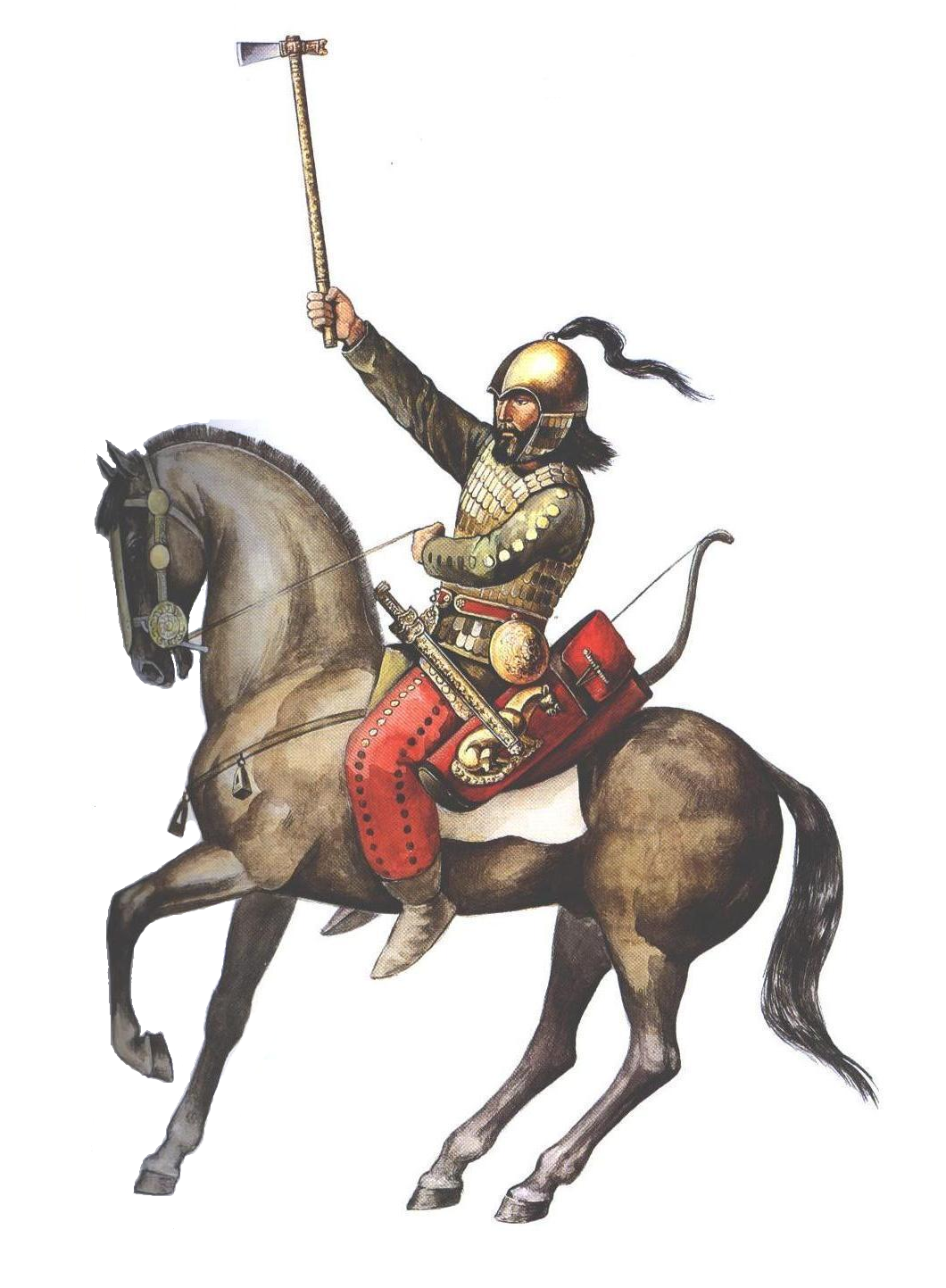
Războinic scit

Cartea a IV-a (Melpomene) începe cu relatarea invaziiei conduse de Darius I asupra Sciției (de la nord de Marea Neagră). Herodot ne prezintǎ pe larg informații despre modul de viață al sciților, ceremonii, ritualurile funerare, jertfe, xenofobia acestora, despre cum trǎgeau cu arcul și despre geografia Sciției, enumerând râurile Tyras, Hypanis,   Borysthenes, Panticapes, Hypacyris, Gerrhus, Tanais și fluviul Istru (Dunărea); oferǎ indicații despre alte popoare ca: Sauromatii, Budinii, Tyssagetii, Argippaenii, Issedonii, Arimaspii si Hiperboreenii. După ce   povestește despre poetul Aristeas, face comparație geografică dintre Libia  (Africa), Europa și Asia.
Darius invadeazǎ Scitia traversând Bosforul pe un pod de vase, dar atacul eșueazǎ și se retrage.
Îi menționeazǎ pe Geți ca fiind cei mai viteji dintre traci și ne descrie ceremonialul de jertfe umane aduse lui Zamolxis. Ne descrie costumația popoarelor ca Tauri, Agathyrsi, Neuri, Androphagi (canibali), Melanchlaeni, Geloni, Budini, Sauromatae și cǎsǎtoria amazoanelor cu sciții, formând poporul Sauromatiilor.
Ne povestește despre Minyæ(descendentul argoonauților) și fondarea orașului Cyrene și enumerǎ o serie de regi cirenieni ca Battus I, Arcesilaus I, Battus II, Arcesilaus II, Battus III   , Arcesilaus III  , Battus IV, și Arcesilaus IV.
Povestește despre Libia și locuitorii ei.
Cartea a IV-a se încheie cu răzbunarea lui Arcesilaus pentru mama sa   Pheretima.

### Despre Geți și Zamolxe
Herodot relatează:
"Înainte de a ajunge la Istru, primii oameni pe care i-a subjugat au fost geții, care cred în imortalitatea lor. Tracii din Salmydessus, și cei care locuiau deasupra orașelor Apollonia și Mesembria (Scyrmiadae și Nipsaens, cum sunt numite), s-au alăturat împăratului Darius fără vreun conflict; dar geții, apărându-se îndărătnic, fuseseră subjugați, deși sunt cei mai nobili și drepți dintre toate triburile trace.
Crezul geților în ceea ce privește nemurirea este următorul. Ei credă că de fapt nu mor, ci că atunci când pleacă din această viață merg la Zamolxe, care e numit și Gebeleisiz de către unii dintre ei. Acestui zeu trimit odată la cinci ani un mesager, care e ales prin tragere la sorț din toată națiunea, și însărcinat să îi ducă cererile lor. Modul lor de a îl trimite este acesta. Câțiva dintre ei stau în picioare, fiecare ținând în mână trei săgeți; alții iau omul care urmează să fie trimis lui Zamolxe, și, balansându-l de mâini și picioare, îl aruncă în sus astfel încât să cadă pe vârfurile armelor. Dacă este străpuns și moare, ei cred că zeul este benevol, dar dacă nu, dau vina pe mesager, care, (spun ei) este un om rău: și astfel aleg un altul pentru a îl trimite zeului. Mesajele sunt încredințate cât timp acesta este încă în viață. Aceeași oameni, când tună și fulgeră, își îndreaptă săgețile către cer, rostind amenințări către zeu; și de asemenea nu cred că există vreun alt zeu decât al lor.
Sunt informat de către grecii care trăiesc pe malurile Hellespont-ului și Pontus-ului, că acest Zamolxe a fost în realitate un om, că a locuit în Samos, și că pe când era acolo fusese sclavul lui Pitagora, fiul lui Mnesarchus. După ce și-a obținut libertatea s-a îmbogățit, iar, plecând din Samos, s-a întors în țara sa. Tracii în acea vreme trăiau într-un mod mizerabil, și erau o rasă săracă și ignorantă; Zamolxe, de aceea, care prin comerț cu grecii, și în special cu cel care nu era cel mai de disprețuit dintre filozofii lor, Pitagora, era familiarizat cu modul ionic de viață și cu maniere mai rafinate decât cele curente între compatrioții săi, și-a clădită o încăpere, în care din când în când îi primea și ospăta pe cei mai de seamă dintre traci, folosindu-se de ocazie pentru a-i învăța că nici el, nici ei, onorații oaspeți, nici vreunul dintre descendenții lor nu vor muri vreodată, dar că se vor duce toți într-un loc unde vor trăi pe veci bucurându-se de toate bunurile posibile. Făcând acestea, și ținând astfel de discursuri, el construia un apartament subteran, în care, când fusese gata, se ascunse, dispărând brusc dinaintea tracilor, care regretaseră mult pierderea lui, și l-au plans ca pe un mort. Între timp el trăise în secreta lui cameră trei ani, după care a ieșit din ascunzătoare, și s-a arătat din nou compatrioților, care astfel au fost făcuți să creadă ceea ce i-a învățat. Aceasta este relatarea grecilor.
Cât despre mine eu nu mă încred nici prea mult în această poveste a lui Zamolxe și a camerei sale subterane, nici nu o pun întru-totul la îndoială: dar cred că Zamolxe a trăit cu mult înaintea lui Pitagora. Dacă într-adevăr a existat vreodată vreun om cu acest nume, sau dacă Zamolxe nu e nimic altceva decât un zeu indigen geților, acum îi spun adio. Cât despre geți în sine, cei care țin și practică cele descrise mai sus, ei au fost acum diminuați de către perși, și au însoțit armata lui Darius."